# Guantun (köpinghuvudort i Kina, Liaoning Sheng, lat 40,69, long 122,56)
Guantun är en köpinghuvudort i Kina. Den ligger i provinsen Liaoning, i den nordöstra delen av landet, omkring 140 kilometer sydväst om provinshuvudstaden Shenyang. Antalet invånare är 30 619. Befolkningen består av 14 650 kvinnor och 15 969 män. Barn under 15 år utgör 12,0 %, vuxna 15-64 år 76 %, och äldre över 65 år 10,0 %.
Runt Guantun är det tätbefolkat, med 493 invånare per kvadratkilometer. Närmaste större samhälle är Gangdu, 6,6 km sydväst om Guantun. Trakten runt Guantun består till största delen av jordbruksmark.
Genomsnittlig årsnederbörd är 976 millimeter. Den regnigaste månaden är juli, med i genomsnitt 249 mm nederbörd, och den torraste är januari, med 7 mm nederbörd.